# Przesmyk Sueski
Przesmyk Sueski (arab. ‏برزخ السويس‎, trl. Barzakh as-Suways, trb. Barzach as-Suwajs) – przesmyk w Egipcie, łączący Afrykę z Azją (półwyspem Synaj), jedyny pomost lądowy łączący te kontynenty. Rozdziela Morze Śródziemne od Morza Czerwonego (Zatoki Sueskiej). W najwęższym miejscu mierzy 121 km szerokości. W 1869 roku przekopany został przez niego Kanał Sueski.